# Vidmantas Egidijus Kurapka
Vidmantas Egidijus Kurapka (* 20. Juli 1952 in Balbieriškis, Rajongemeinde Prienai) ist ein litauischer Kriminalist, Professor der Mykolas-Romeris-Universität, Wissenschaftsprorektor.

## Leben
1975 absolvierte Vidmantas Egidijus Kurapka die Rechtsfakultät der Universität Vilnius (mit Auszeichnung), arbeitete am Institut für Forensik am Justizministerium Litauens als wissenschaftlicher Mitarbeiter und seit 1967 studierte er in der Aspirantur (Promotion 1988). Seit 1991 lehrt Vidmantas Egidijus Kurapka als Dozent, war Leiter des Lehrstuhls für Strafverfahren und Kriminalistik der Polizeiakademie Litauens (1980–1990). Von 1991 bis 1997 war er Leiter des Lehrstuhls für Kriminalistik  und später Professor für Kriminalistik, Prorektor für Wissenschaft der Polizeiakademie, Rechtsakademie, Lehrbeauftragter für Kriminalistik am Rechtsinstitut der Vytauto Didžiojo universitetas, Prorektor der Mykolas-Romeris-Universität (seit 1994).

## Publikationen
- Kurapka u. a.: Kriminalistikos technikos pagrindai. (Grundlagen der Kriminaltechnik) Vilnius 1998, ISBN 9986-752-24-8.
- mit Antanas Keras und Alvydas Šakočius: Let’s work together: experience of the common training of officials for the legal system reform in Lithuania. In: Milan Pagon (Hrsg.): Policing in Central and Eastern Europe: Ethics, Integrity and Human Rights. College of Police and Security studies, Ljubljana 2000, ISBN 961-6230-22-0.
- mit Antanas Keras und Alvydas Šakočius: Training of officials for the implementation of community policing and development of the civic society in Lithuania. In: Milan Pagon (Hrsg.): Policing in Central and Eastern Europe: Organizational, Managerial, and Human Resource Aspects. College of Police and Security studies, Ljubljana 1998, ISBN 961-6230-10-7.
- mit Antanas Keras und Rimantas Petrauskas: Informacinės visuomenės kūrimo, informacinių technologijų taikymo ir informacinių technologijų teisės plėtros tendencijos Europos Sąjungoje. Lietuvos teisės universiteto leidybos centras, Vilnius 2001, ISBN 9955-442-40-9.